# Burgundsko-Franche-Comté
Burgundsko-Franche-Comté (fr. Bourgogne-Franche-Comté) je jeden z 13 metropolitních regionů Francie. 

## Historie
Vznikl 1. ledna 2016 sloučením dvou bývalých regionů Burgundsko a Franche-Comté. Správním střediskem regionu je město Besançon. Rozprostírá se na ploše téměř 48 000 km2 od Seiny a Burgundského kanálu v sousedství Champagne a Vogéz na severu až po Mâcon a severní okraj vinic Beaujolais na jihu, na západě sahá až k Loiře a na východě k pohoří Jura a švýcarské hranici. V regionu tvořeném osmi departementy žije něco přes 2,8 mil. obyvatel.

## Departementy
- Côte-d'Or
- Doubs
- Haute-Saône
- Jura
- Nièvre
- Saône-et-Loire
- Yonne
- Territoire de Belfort